# Aurora Demidova
La princesse Aurora Pavlovna Demidova di San Donato, née le 2/3 novembre 1873 à Kiev et morte le 28 juin 1904 à Turin, est une aristocrate russe, membre de la maison Demidoff par naissance et épouse en premières noces du prince Arsène de Serbie, puis en secondes noces du comte de Noghera. Elle porte le nom de baptême de sa grand-mère paternelle, Aurora Stjernvall von Walleen, épouse en premières noces du prince Paul Demidoff, et en secondes noces du colonel Andreï Karamzine.

## Biographie
Aurora (ou Aurore en France) est la fille aînée de Pavel Pavlovitch Demidov, 2e prince de San Donato, et de sa seconde épouse, née princesse Elena Petrovna Troubetskoï (1853-1917). Son père Paul Demidoff était le fils de la philanthrope Aurora Stjernvall von Waleen et de Pavel Nikolaïevitch Demidov, richissime magnat russe de l'industrie et des mines. Paul Pavlovitch Demidoff possédait depuis 1872 la villa di Pratolino en Toscane, riche d'une immense collection d'œuvres d'art. La mère d'Elena était la fille du prince Pierre Nikititch Troubetskoï (1826-1880) et de la princesse Élisabeth Belosselski-Belozerski.
Tôt orpheline de père, Aurora Demidova est élevée par sa mère, la princesse Elena, à Kiev ou à Odessa. Elle hérite de la beauté de sa mère et du caractère têtu de son père. Elle est souvent réprimandée à cause de son caractère difficile.

### Premières noces

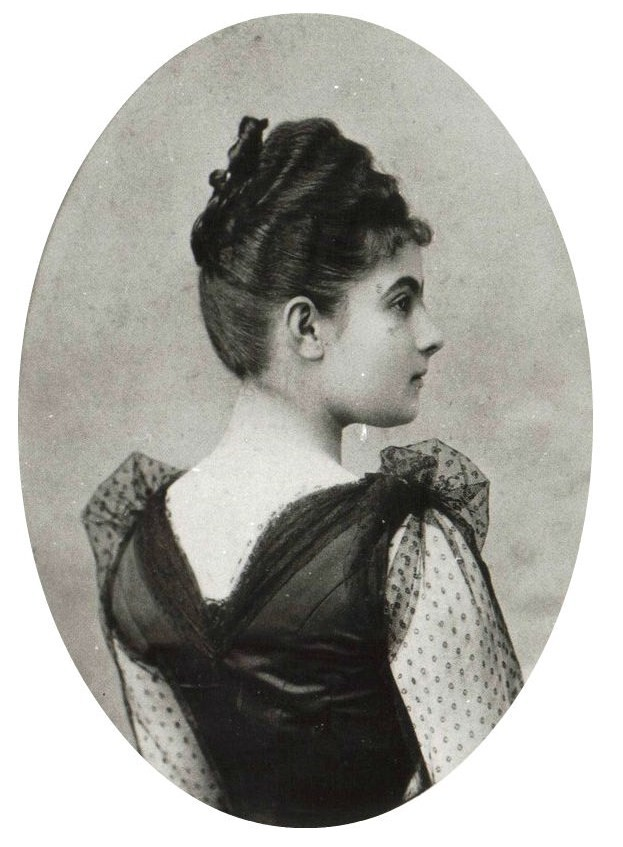
Aurore Demidoff.

Aurore Demidoff épouse à l'âge de dix-huit ans en premières noces le prince Arsène de Serbie (1858-1938), fils cadet du prince Alexandre de Serbie et de son épouse, la princesse Persida. La cérémonie de mariage se déroule à Helsingfors (où résidait sa grand-mère paternelle), le 1er mai 1892 dans la cathédrale orthodoxe. Un fils naît de cette union, le prince Paul de Yougoslavie, futur régent du royaume de Yougoslavie. Le couple dont les caractères étaient opposés divorce le 26 décembre 1896 car elle a une liaison avec un jeune baron allemand de la Baltique, le baron von Manteuffel. Le fruit de cette « aventure », c'est la naissance de jumeaux, Nikolaï (1895-1933) et Sergueï (1895-1912). Elle doit partir pour Nice à cause du scandale. Le prince Arsène préfère séjourner à Paris où il s'adonne à sa passion des cartes. Elle perd la garde de son fils Paul qui ne l'aura vue que deux fois, en 1898 et en 1900.

### Secondes noces
Elle se remarie le 4 novembre 1897 à Gênes avec un aristocrate italien, le jeune comte palatin Nicola Giovanni Maria di Noghera (né à Eboli, le 15 juin 1875, et mort à Gênes, le 1er avril 1944), le 4 novembre 1897. De cette union naissent quatre enfants: Alberto (né trois mois avant le mariage de ses parents en 1897 et mort en 1971), Helena Aurora (1898-1967, future épouse de Gaston Tissot), Giovanni, et Amedeo (1902-1982) di Noghera.
Un cultivar de rosier lui est dédié en 1902 sous le nom de 'Comtesse de Noghera' par la maison Nabonnand.

### Mort
Elle meurt à l'âge de 30 ans, le 16 juin 1904, à Turin et est enterrée à Nice, au cimetière russe de Caucade. Sa sœur, la princesse Maria Amabelek-Lazarev, prend chez elle les enfants Noghera.